# Ljubo Truta
Ljubo Truta (Zlarin, 20. prosinca 1915. – Split, 2. lipnja 1991.), hrvatski admiral. Bio je viceadmiral JRM i nositelj naslova narodnog heroja

## Životopis
Rođen na Zlarinu. Zaposlio se kao službenik. Sudionik drugog svjetskog rata na partizanskoj strani. Pristupio im je 1941. godine. U KPJ se učlanio 1942. godine.
Prigodom osnutka 2. dalmatinske brigade odlukom Vrhovnog štaba određen je za operativnog časnika Druge dalmatinske proleterske udarne brigade. Obnašao je dužnost načelnika štaba. Bio je jedini Hrvat u zapovjednom kadru brigade uz političkog komesara Antu Jurlina. Ostali su bili dvojica Crnogoraca, zapovjednik Ljubo Vučković i zamjenik polittičkog komesara Jovo Kapičić te Srbin, zamjenik zapovjednika Jovo Martić. 
I poslije rata zapovijedao je Truta divizijom. Bio je zapovjednik vojno pomorske oblasti JNA. Obnašao dužnost načelnika štaba armije te zapovjednika armije. U Sovjetskom Savezu završio je vojnu akademiju K. E. Vorošilova te višu vojno pomorsku akademiju JNA. Iz djelatne službe u JNA otišao je 1975. godine u činu admirala JRM.
Bavio se veslanjem. Član slavne generacije šibenskih veslača. Neko je vrijeme obnašao dužnost čelnika Veslačkog saveza Jugoslavije.

## Vanjske poveznice
- Hrsvijet[neaktivna poveznica] Stopama pobijenih IV, 1 (6), 2010. dio, pdf
- Stopama pobijenih 7. dio. Glasilo Vicepostulature postupka mučeništva "Fra Leo Petrović i 65 subraće"